# Vicarius regni poloniae
Vicarius Regni Poloniae – zastępca Królestwa Polskiego. Tytuł noszony przeważnie przez biskupów, od XVI wieku przekształcony w tytuł interrexa. 
Tytuł vicarius Regni Poloniae nosił biskup krakowski, Zawisza Kurozwęcki. W 1411 roku król Władysław Jagiełło nazwał tym tytułem arcybiskupa gnieźnieńskiego. Podobną rolę metropolici gnieźnieńscy pełnili za rządów króla Jana Olbrachta, Aleksandra Jagiellończyka i Zygmunta I.